# 福建省芳华越剧团
福建省芳华越剧团，1946年成立于上海，后迁往福建福州市，是中国主要的越剧（尹派）演出团体之一。

## 历史
- 1946年1月，芳华剧团在上海成立。此时的主要演员有尹桂芳、竺水招、吴小楼、戚雅仙等。
- 1959年1月，芳华越剧团迁往福建福州。

## 作品

### 越剧
越剧剧目有《沙漠王子》《秋海棠》《浪荡子》《屈原》《何文秀》《盘妻索妻》《红楼梦》《玉蜻蜓》等

## 人物

### 演员
著名演员有尹桂芳、竺水招、吴小楼、徐天红、张茵、张云霞、李敏、王君安等。